# A2009 road
Die A2009 war eine Class-I-Straße im Vereinigten Königreich, die 1922 westlich von High Halden an einem Straßendreieck die A28 und die A262 verband. Die A262 übernahm später die A2009 und die alte Führung der A262 von der Kreuzung mit der A2009 bis zur A28 ist heute unklassifiziert.